# Rötteler Chronik

Ausschnitt aus der Rötteler Chronik

Die Rötteler Chronik ist ein auf der Burg Rötteln entstandenes, spätmittelalterliches Geschichtswerk, welches historische Darstellungen zwischen 1376 und 1432 enthält. Die Hauschronik wurde vom Markgrafen Rudolf III. von Hachberg-Sausenberg und den von ihm beauftragten Schreibern verfasst. Die Chronik gilt als bedeutende Dokumentation aus der Markgrafschaft des ausgehenden Mittelalters. Einzelne Texte basieren auf Kapiteln der von Jakob Twinger von Königshofen verfassten Geschichtsschreibung. Die Rötteler Chronik enthält neben Nachrichten zu regionalen wie überregionalen Begebenheiten auch die Familiengeschichte der Markgrafen von Sausenberg-Rötteln.

## Sprache und Gestaltung
Die Rötteler Chronik ist in einem oberländischen Alemannisch verfasst, wie es im 15. Jahrhundert üblich für die Region des Markgräflerlandes war. Der Sprachstil ist im Allgemeinen als sachlich und klar zu beschreiben, weist dennoch viele altertümliche Eigenheiten, Fachausdrücke und nicht mehr gebräuchliche Redewendungen auf. Es gibt jedoch auch Sachverhalte, die besonders hervorgehoben oder beschönigt werden.
Im ersten Teil der Chronik wechseln verschiedene Themen teilweise sehr schnell aufeinander.  Ab dem Jahr 1409 berichtet das Werk deutlich zusammenhängender über mehrere Jahre hinweg.

## Inhalt
Die Chronik enthält Berichte zur Geschichte des Markgräflerlandes und der Nordwestschweiz ebenso wie Zusammenhänge und Darstellungen zur gesamteuropäischen Ordnung. Beispielsweise berichtet die Rötteler Chronik von Wenzel von Luxemburg und seinen tyrannischen Taten ebenso wie vom Konzil von Konstanz und seinen Teilnehmern. 
Besonders oft kommt das Werk auf die Stadt Basel und ihre Umgebung zu sprechen. Naturgemäß widmet sich die Chronik der Röttler Familiengeschichte, mit deren genauen Daten es aufwartet. Dementsprechend wird ein besonderes Augenmerk auf das Wiesental und das Herrschaftsgebiet der Herren von Rötteln gelegt.
Darüber hinaus überliefert die Rötteler Chronik auch Witterungsverhältnisse und enthält teilweise detaillierte Informationen zu den Winterperioden und zum Hochwasser in den Jahren 1407/1408.

## Überlieferung
Die Originalhandschrift (Handschrift A) war im 15. Jahrhundert noch auf der Burg vorhanden, ging aber später verloren. Bereits um 1440 wurde in Basel eine erste Abschrift angefertigt, auf der alle weiteren acht Abschriften beruhen. Die Handschrift A war stets in Basel verblieben und kam durch mehrere Hände um 1580 in den Besitz von Basilius Amerbach der sie restaurieren und neu einbinden ließ. Im 17. Jahrhundert kam sie mit dem Nachlass Amerbachs in die Universitätsbibliothek Basel.